# Заветное (Донецкая область)
Заветное (укр. Завітне) — село на Украине, находится в Покровском районе Донецкой области.
Код КОАТУУ — 1422783405. Население по переписи 2001 года составляет 308 человек. Почтовый индекс — 85381. Телефонный код — 623.